# Vindicated (песня)
«Run It» — песня американской рок-группы «Dashboard Confessional». Она была написана Крисом Карраббой при производстве Дона Гилмора и Гила Нортона. Песня была выпущена 31 мая 2004 года в качестве ведущего сингла саундтрека к фильму «Человек-паук 2». Песня была включена в четвёртый студийный альбом Dashboard Confessional, «Dusk and Summer» в качестве бонусного трека на некоторых изданиях и в Deluxe Edition. Песня является темой фильма.

## Предыстория
Первоначально песня называлась «I Need a Sure Thing» и должна была быть использована в саундтреке «Человека-паука 2»; но после получения специального показа фильма Каррабба написал песню «Vindicated» за 10 минут, вдохновлённую и отражающую тему фильма.
С тех пор «I Need a Sure Thing» исполнялась во время тура Dusk and Summer, но не после.

## Реакция
Песня была выпущена 1 июня 2004 года и получила значительную ротацию на американских альтернативных рок-радиостанциях в конце 2004 года, достигнув второй позиции в чарте Billboard Alternative Songs. С первого места её сместила песня группы «Three Days Grace» «Just Like You».

## Список композиций
Британский макси-сингл
1. «Vindicated» – 3:20
2. «The Warmth of the Sand» – 4:17
3. «Hands Down» – 3:07
Третий трек взят с мини-альбома «So Impossible».

## Музыкальное видео
Музыкальное видео было снять Найджелом Диком. Оно через взгляд человека, читающего комикс, показывает, как группа исполняет песню в убежище Доктора Осьминога в сочетании со сценами из фильма.

## Чарты
| Чарт (2004)                          | Высшая позиция |
| ------------------------------------ | -------------- |
| Австралия (ARIA)                     | 46             |
| Canada Rock Top 30 (Radio & Records) | 14             |
| Новая Зеландия (Recorded Music NZ)   | 23             |
| США (Billboard Alternative Songs)    | 2              |
| US Mainstream Top 40 (Billboard)     | 31             |